# ライアン・ウィーラー
ライアン・ジェラルド・ウィーラー（Ryan Gerard Wheeler, 1988年7月10日 - ）は、アメリカ合衆国・カリフォルニア州トーランス出身のプロ野球選手（内野手）。右投左打。現在はフリーエージェント。

## 経歴

### ダイヤモンドバックス時代
2009年、MLBドラフト5巡目（全体156位）でアリゾナ・ダイヤモンドバックスから指名され、6月15日に契約。A-級ヤキマ・ベアーズで64試合に出場し、5本塁打36打点7盗塁、打率.363だった。8月にA級サウスベンド・シルバーホークスへ昇格し、8試合に出場した。
2010年はA+級ビサリア・ローハイドで113試合に出場し、9本塁打57打点3盗塁、打率.284だった。8月にAA級モービル・ベイベアーズへ昇格。19試合に出場し、3本塁打10打点、打率.254だった。
2011年はAA級モービルで131試合に出場し、16本塁打89打点3盗塁、打率.294だった。
2012年はAAA級リノ・エーシズで93試合に出場し、15本塁打90打点3盗塁、打率.351だった。7月20日にダイヤモンドバックスとメジャー契約を結び、同日のヒューストン・アストロズ戦でメジャーデビュー。8番・三塁で先発起用され、4打数1安打2三振だった。この年は50試合に出場し、1本塁打10打点1盗塁、打率.239だった。

### ロッキーズ時代
2012年11月20日にマット・レイノルズとのトレードで、コロラド・ロッキーズへ移籍した。
2013年3月5日にロッキーズと1年契約に合意。3月15日にAAA級コロラドスプリングス・スカイソックスへ異動し、AAA級で開幕を迎えた。4月25日にトッド・ヘルトンが故障者リスト入りしたため、メジャーへ昇格した。6試合に出場したが、打率.111と結果を残せず、5月5日にAAA級へ降格した。8月19日にヨービット・トレアルバが故障者リスト入りしたため再昇格。昇格後は4試合に出場したが、8月27日にトレアルバが復帰したため、AAA級へ降格した。9月3日に再昇格した。この年は28試合に出場し、7打点、打率.220だった。
2014年3月9日にロッキーズと1年契約に合意。3月27日にAAA級コロラドスプリングスへ異動し、AAA級で開幕を迎えた。開幕後は24試合に出場し、3本塁打9打点、打率.247だった。5月2日にジョシュ・ラットリッジが故障者リスト入りしたためメジャーへ昇格。2試合に出場し、4打数1安打（本塁打）1打点と活躍したが、5月5日にAAA級へ降格した。6月4日にカルロス・ゴンザレスが故障者リスト入りしたため再昇格。主に代打として29試合に出場したが、7月5日にブーン・ローガンが故障者リストから復帰したため、AAA級へ降格した。7月31日にDFAとなった。

### ロッキーズ退団後
2014年8月2日にウェーバーでロサンゼルス・エンゼルス・オブ・アナハイムへ移籍した。
2015年5月8日に解雇となり、15日にミネソタ・ツインズとマイナー契約を結ぶ。7月1日に解雇となる。11月11日にアリゾナ・ダイヤモンドバックスとマイナー契約を結ぶ。
2016年3月21日に解雇となる。

## 詳細情報

### 年度別打撃成績 (MLB)
| 年 度     | 球 団     | 試 合 | 打 席 | 打 数 | 得 点 | 安 打 | 二 塁 打 | 三 塁 打 | 本 塁 打 | 塁 打 | 打 点 | 盗 塁 | 盗 塁 死 | 犠 打 | 犠 飛 | 四 球 | 敬 遠 | 死 球 | 三 振 | 併 殺 打 | 打 率 | 出 塁 率 | 長 打 率 | O P S |
| --------- | --------- | ----- | ----- | ----- | ----- | ----- | -------- | -------- | -------- | ----- | ----- | ----- | -------- | ----- | ----- | ----- | ----- | ----- | ----- | -------- | ----- | -------- | -------- | ----- |
| 2012      | ARI       | 50    | 119   | 109   | 11    | 26    | 6        | 1        | 1        | 37    | 10    | 1     | 0        | 0     | 1     | 9     | 0     | 0     | 22    | 4        | .239  | .294     | .339     | .634  |
| 2013      | COL       | 28    | 42    | 41    | 1     | 9     | 2        | 0        | 0        | 11    | 7     | 0     | 0        | 0     | 0     | 1     | 0     | 0     | 10    | 1        | .220  | .238     | .268     | .506  |
| 2014      | COL       | 31    | 64    | 56    | 6     | 13    | 2        | 0        | 2        | 21    | 13    | 0     | 0        | 0     | 3     | 5     | 0     | 0     | 12    | 1        | .232  | .281     | .375     | .656  |
| 通算：3年 | 通算：3年 | 109   | 225   | 206   | 18    | 48    | 10       | 1        | 3        | 69    | 30    | 1     | 0        | 0     | 4     | 15    | 0     | 0     | 44    | 6        | .233  | .280     | .335     | .615  |

### 背番号
- 21 (2012年)
- 12 (2013年 - 同年途中)
- 4 (2013年途中 - 2014年途中)
- 44 (2014年途中 - 同年)